# Video System
La Video System Co., Ltd. (ビデオシステム株式会社?), conosciuta anche come V-System, fu una software house giapponese specializzata nella produzione di videogiochi arcade e videogiochi per console domestiche.
Fondata a Kyoto nel dicembre 1984 dal software designer Koji Furukawa, precedentemente legato alla Visco, la Video System successivamente inaugurò una filiale negli Stati Uniti d'America, filiale che nel 1992 cambiò nome in McO'River, Inc per poi tornare nel 1997 sotto il nome Video System U.S.A., Inc.
Dopo un inizio all'insegna di videogiochi inerenti al mahjong, l'apice della sua produzione è avvenuto nei primi anni novanta con titoli di rilievo come le serie Aero Fighters, Super Volleyball e F-1 Grand Prix, caratterizzate dall'utilizzo di elementi ispirati da reali aerei militari, atleti e scuderie automobilistiche note al tempo.
Indebolita da diversi scorpori, tra questi l'allontanamento dello staff di Aero Fighters che andò a fondare la Psikyo (1992) e quello di un altro gruppo di programmatori che crearono la Hamster (1999), la Video System non riuscì ad affrontare adeguatamente la crisi dei videogiochi arcade e l'innovazione dei videogiochi su console, e dal 2001 non produsse più videogiochi.
Nel 2007 chiuse per bancarotta.

## Lista dei titoli rilevanti
- Rabbit Punch (1987), sparatutto; il protagonista del gioco si potrebbe definire la mascotte della casa
- la serie Super Volleyball (1989), videogioco sportivo riguardante la pallavolo
- la serie F-1 Grand Prix (1991), videogioco di corsa inerente alla Formula 1; si potrebbe inserire nella saga il più vecchio Tail to Nose del 1989
- Karate Blazers (1991), picchiaduro a scorrimento multidirezionale
- Welltris (1991), rompicapo
- la serie Aero Fighters (1992), sparatutto con aerei da guerra
- Tao Taido (1993), picchiaduro ad incontri